# Murray Rothbard
Murray Newton Rothbard (Nova Iorque, 2 de março de 1926 – Nova Iorque, 7 de janeiro de 1995) foi um economista heterodoxo norte-americano da Escola Austríaca, historiador, e filósofo político(11, 286, 380) que ajudou a definir o conceito moderno de libertarianismo. Ele fundou  e foi principal teórico de uma vertente de anarquismo baseada no livre mercado, denominada "anarcocapitalismo", um firme defensor do revisionismo histórico e uma figura central no movimento libertário americano do século XX. Ele escreveu mais de vinte livros sobre teoria política, revisionismo histórico, economia e outros assuntos.
Rothbard afirmou que todos os serviços prestados pelo "sistema de monopólio do estado corporativo" poderiam ser fornecidos de forma mais eficiente pelo setor privado e escreveu que o estado é "a organização do roubo sistematizado e em larga escala". Ele chamou o sistema bancário de reservas fracionárias de uma forma de fraude e se opôs ao banco central. Ele se opôs categoricamente a todo intervencionismo militar, político e econômico nos assuntos de outras nações. De acordo com o seu aluno Hans-Hermann Hoppe, "não haveria nenhum movimento anarcocapitalista sem Rothbard".
O economista Jeffrey Herbener, que chama Rothbard de amigo e "mentor intelectual", escreveu que Rothbard recebeu "apenas ostracismo" da academia tradicional. Rothbard rejeitou as principais metodologias econômicas e, em vez disso, adotou a praxeologia de seu mais importante precursor intelectual, Ludwig von Mises. Para promover suas ideias econômicas e políticas, Rothbard juntou-se a Llewellyn H. "Lew" Rockwell, Jr. e Burton Blumert em 1982 para estabelecer o Instituto Ludwig von Mises em Alabama.
Mais tarde em sua carreira, Rothbard defendeu uma aliança libertária com o paleoconservadorismo (que ele chamou de paleolibertarianismo) e elogiou David Duke. Na década de 2010, ele recebeu atenção renovada dos críticos que o viam como uma influência da direita alternativa.

## Vida e obra

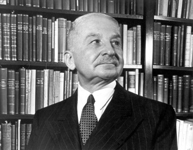
Ludwig von Mises, economista austríaco, importante professor de Rothbard

### Educação
Murray Newton Rothbard nasceu dia 2 de março de 1926, filho de David e Rae Rothbard em uma família judia construída no Bronx. Rothbard se manteve um "direitista" (da old right americana), embora o meio em que tivesse crescido fosse, segundo ele, recheado de "comunistas ou simpatizantes". Estudou na Universidade Columbia, onde se tornou bacharel em matemática e economia em 1945 e mestre em artes em 1946. Fez ainda doutorado em filosofia e economia em 1956 na mesma universidade sob Arthur Burns.:43–44

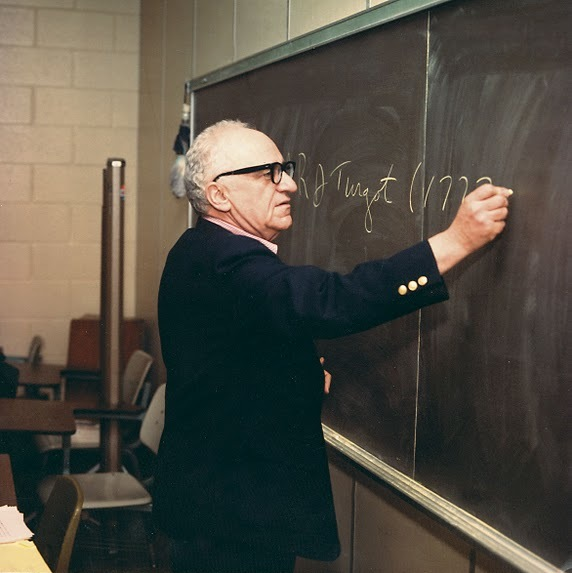
Murray Rothbard dando aula.

Durante o início da década de 1950, estudou sob a orientação do economista austríaco Ludwig von Mises e seus seminários na Universidade de Nova York e foi grandemente influenciado pelo livro Ação Humana, de Mises.:46 Nos anos 1950 e 1960 trabalhou para o liberal clássico Fundo William Volker em um projeto que resultou no livro Homem, Economia e Estado, publicado em 1962. De 1963 a 1985, lecionou no Instituto Politécnico da Universidade de Nova York, no Brooklyn. De 1986 até sua morte foi um ilustre professor da Universidade de Nevada, Las Vegas. Rothbard fundou o Centro de Estudos Libertários em 1976 e o Jornal de Estudos Libertários, em 1977. Participou da criação em 1982 do Instituto Ludwig von Mises e, mais tarde, foi seu vice-presidente acadêmico. Em 1987 começou o acadêmico Review of Austrian Economics, agora chamado de Quarterly Journal of Austrian Economics.
Em 1989, Rothbard deixou o Partido Libertário e começou a construir pontes para a direita anti-intervencionista pós-Guerra Fria, chamando a si mesmo de paleolibertário, uma reação conservadora contra o liberalismo cultural do libertarianismo dominante. O paleolibertarianismo procurou atrair pessoas brancas descontentes da classe trabalhadora por meio de uma síntese do conservadorismo cultural e da economia austro-libertária. De acordo com Reason, Rothbard defendeu o populismo de direita em parte porque estava frustrado com o fato de os pensadores convencionais não estarem adotando a visão libertária e sugeriu que o ex-KKK David Duke e o senador de Wisconsin Joseph McCarthy eram modelos para um esforço de "alcance aos rednecks" que poderia ser usado por uma ampla coalizão libertária/paleoconservadora. Trabalhando em conjunto, a coalizão exporia a "aliança profana de 'corporativo liberal' Big Business e elites da mídia, que, por meio de um grande governo, privilegiaram e causaram o surgimento de uma subclasse parasitária". Rothbard culpou essa "subclasse" por "saquear e oprimir a maior parte das classes média e trabalhadora na América".
Em 1953 casou-se com JoAnn Schumacher em Nova York, a quem ele chamou "quadro indispensável" para a sua vida e trabalho. Morreu em 1995 em Manhattan de um ataque cardíaco. Quando morreu, o obituário do New York Times chamou Rothbard de "um economista e filósofo social ferozmente defensor da liberdade individual contra a intervenção do governo". 

## Livros

#### Originais:
- Man, Economy, and State (1962) ISBN 0945466307
- The Panic of 1819. 1962, 2006 edition: ISBN 1933550082.
- America's Great Depression (1963, 1972, 1975, 1983, 2000)  ISBN 0945466056
- What Has Government Done to Our Money? (1963) ISBN 0945466447
- Economic Depressions: Causes and Cures (1969)
- Power and Market (1970) ISBN 1933550058 (restored to Man, Economy, and State ISBN 0945466307, 2004)
- Education: Free and Compulsory (1972) ISBN 0945466226
- Left and Right, Selected Essays 1954-65 (1972)
- For a New Liberty: The Libertarian Manifesto (1973, 1978) ISBN 0945466471
- The Essential von Mises (1973)
- The Case for the 100 Percent Gold Dollar. (1974) ISBN 094546634X
- Egalitarianism as a Revolt Against Nature and Other Essays (1974) ISBN 0945466234
- Conceived in Liberty (1975-79) ISBN 0945466269
- Individualism and the Philosophy of the Social Sciences (1979) ISBN 0932790038
- The Ethics of Liberty (1982) ISBN 0814775594
- The Mystery of Banking (1983) ISBN 0943940044
- Ludwig von Mises: Scholar, Creator, Hero (1988) OCLC 20856420
- Freedom, Inequality, Primitivism, and the Division of Labor. (1991)
- The Case Against the Fed (1994) ISBN 094546617X
- An Austrian Perspective on the History of Economic Thought (1995) ISBN 094546648X
- Wall Street, Banks, and American Foreign Policy (1995)
- Making Economic Sense (1995, 2006) ISBN 0945466188
- Logic of Action (1997) ISBN 1858980151 e ISBN 1858985706
- The Austrian Theory of the Trade Cycle and Other Essays ISBN 0945466218
- Irrepressible Rothbard: The Rothbard-Rockwell Report Essays of Murray N. Rothbard (2000) ISBN 1883959020
- A History of Money and Banking in the United States (2005) ISBN 0945466331
- The Libertarian Forum|The Complete Libertarian Forum (2006) ISBN 1933550023
- Economic Controversies (2007)
- The Betrayal of the American Right (2007) ISBN 9781933550138

#### Traduzidos ao português:
- Homem, Economia e Estado ISBN 978-65-00-41359-5
- Poder e Mercado ISBN 978-65-00-41387-8
- Pelo FIM do Banco Central ISBN 978-65-00-43242-8
- Anatomia do Estado ISBN 978-65-00-43227-5
- História do Pensamento Econômico: Uma Perspectiva Austríaca - Antes de Adam Smith ISBN 978-65-00-43226-8
- Ética da Liberdade
- Igualitarismo como uma Revolta contra a Natureza & Outros Ensaios
- Por uma Nova Liberdade - O Manifesto Libertário
- O que o Governo fez com Nosso Dinheiro?
- As Origens do Banco Central Americano
- Esquerda e Direita, Perspectivas para a Liberdade
- Nenhum Momento de Tédio
- O Essencial von Mises
- Mises: Acadêmico, Criador e Heroi
- A Grande Depressão Americana
- Keynes, O Homem
- Ciência, Tecnologia e Governo
- A Traição da Direita Americana ISBN 978-65-00-52288-4